# 先生お・み・ご・と!
『先生お・み・ご・と! 』（せんせい お み ご と）は、1982年（昭和57年）4月16日から10月8日まで、関西テレビ「阪急ドラマシリーズ」枠（金曜日 19:00 - 19:30）で放送された宝塚映画制作のテレビドラマ。全25話。

## 概要
東京から神戸市近郊の中学校（友愛学園）に赴任してきた新人教師の菊本マミが先輩教師の三村祐二らと協力しながら、校内暴力や登校拒否などの問題に向こう見ずな姿勢で立ち向かい、解決して行く学園ドラマである。
本作は、フジテレビの金曜19:00 - 19:30枠に対して、関西テレビ伝統の『阪急ドラマシリーズ』をゴールデンタイムへ移動させて開始された。それに伴い、『阪急ドラマシリーズ』は、それまでの中高年齢層向けの作品内容から若年齢層向けの作品へ変更された。また、『阪急ドラマシリーズ』の金曜19:00 - 19:30枠におけるフジテレビとの同時ネットは次作の『青春INGS ゆう子とヘレン』で終了したが（同時に阪急グループがフジテレビでのスポンサーを降板したが、後続作品も最終作まで番組販売扱いによる遅れネットを継続）、関西地区では、1983年4月開始の『くたばれ かあちゃん!』以降も阪急グループの提供による金曜19:00 - 19:30枠での放送が継続された。

## キャスト
- 菊本マミ - 熊谷真実

2年A組の担任。社会科教師。生まれも育ちも大学も東京。桃山家に寄宿している。
- 三村祐二（英語教師） - 志垣太郎
- 桃山カオル - 藤洋子（現・遙洋子）

神戸の貿易会社に勤める社会人1年生。
- 桃山加代（カオルの母） - 三島ゆり子
- 秋川大造（校長） - 織本順吉
- 春日孝三（教頭） - 早川純一
- 東美保子（養護教師） - 北川恵(現・北川めぐみ）
- 桃山雄吉（カオルの父） - 田畑猛雄

マミの父親とは大学時代の親友。
- 田川武（数学教師） - 田渕岩夫
- 平沢忠昭（国語教師） - 日高久
- 益山時子（理科教師） - しみずさゆり
- 市村真吾（体育教師） - 手塚茂夫
- 朝田登 - 桂朝丸
- 吉田綾（2年A組の生徒の母親） - 松村康世
- 杉岡保（2年A組の悪ガキ3人組の一人） - 細井伸吾
- 松井明夫（2年A組の悪ガキ3人組の一人） - 今村博
- 竹本正次（2年A組の悪ガキ3人組の一人） - 野崎義則
- 望月秀夫 - 岡本崇
- 丸山久美（2年A組の副級長）- 笠間一寿美
- 中島みどり - 西浦歩実
- 有村正彦 - 井野博之
- 中浜健太郎、堂崎みゆき、坂上町子、清水章吾

## スタッフ
- 監督 - 高野昭二、坂上勇、三浦紘
- 脚本 - 田代淳二
- プロデューサー - 加藤哲夫（関西テレビ）、堀内真郎（宝塚映画）
- 音楽 - 宮崎尚志
- 撮影 - 石田寿昭、久保久雄、沢井昭
- 製作主任 - 横手勝弘
- 製作進行 - 藤井重俊
- 助監督 - 加賀城英明
- 撮影協力 - 芦屋大学
- 制作 - 関西テレビ放送、宝塚映画

## 主題歌
- 「グロリア」 歌 - 熊谷真実 、作詞 - 三浦徳子、作曲 - 加藤和彦）

## サブタイトル
1. ようこそ神戸へ
2. ぶりっ子、ぶりっ子!!
3. ラブレター
4. ソフトボール賛歌
5. 減量大作戦
6. 愛のデッサン
7. 地球は廻る!
8. カンニング
9. 破られたテキスト
10. 消えた一万円
11. ジャズダンス
12. ラスト・シュート
13. 転校生がやって来た
14. 期末テスト
15. さよなら・初恋
16. お父さんの恋人
17. 喧嘩ブルース
18. キャンプ・ファイヤー
19. 四日間の冒険
20. 俺たちの仲間
21. ついておいで
22. 恋人はだれ
23. 廃品回収バンザイ
24. 勇気ある密告
25. 頑張れ! マミ先生

| 関西テレビ 阪急ドラマシリーズ                                                                        | 関西テレビ 阪急ドラマシリーズ                                             | 関西テレビ 阪急ドラマシリーズ                              |
| 前番組                                                                                               | 番組名                                                                    | 次番組                                                     |
| --- | ------------------------------------------------------------------------- | ---------------------------------------------------------- |
| 事件ですよ! ※木曜19:00 - 19:30 （関東では木曜17時台）                                                | 先生お・み・ご・と! （1982年4月16日 - 1982年10月8日）                     | 青春INGS ゆう子とヘレン （1982年10月15日 - 1983年3月25日） |
| 関西テレビ 金曜日19:00 - 19:30                                                                       |                                                                           |                                                            |
| チャレンジQ ↓ ライオン・チャレンジQ （ - 1982年3月26日）                                             | 先生お・み・ご・と! （1982年4月16日 - 1982年10月8日）                     | 青春INGS ゆう子とヘレン （1982年10月15日 - 1983年3月25日） |
| フジテレビ 金曜日19:00 - 19:30                                                                       |                                                                           |                                                            |
| 翔んだパープリン （1981年10月16日 - 1982年3月28日） ※ここまでフジテレビ制作 および『翔んだシリーズ』 | 先生お・み・ご・と! （1982年4月16日 - 1982年10月8日） ※ ここからKTV制作枠 | 青春INGS ゆう子とヘレン （1982年10月15日 - 1983年3月25日） |